# Oumar Diallo
Oumar Diallo (ur. 28 września 1972 w Dakarze) – piłkarz senegalski grający na pozycji bramkarza.

## Kariera klubowa
Piłkarską karierę Diallo rozpoczął w rodzinnym Dakarze. Pierwszym klubem w karierze tego bramkarza był ASC Diaraf Dakar. W 1992 roku w wieku 19 lat zadebiutował on w pierwszej lidze senegalskiej. Swój pierwszy sukces osiągnął rok później, gdy zdobył z ASC Diaraf Puchar Senegalu.
W 1994 wyjechał do Maroka i został zawodnikiem Raji Casablanca. W latach 1996–1999 czterokrotnie z rzędu wywalczył z nim mistrzostwo Maroka. W 1996 roku zdobył też Puchar Maroka w piłce nożnej. W latach 1999–2002 grał w Olympique Khouribga, a w latach 2002-2004 ponownie w ASC Diaraf, z którym w 2004 został mistrzem Senegalu. W sezonie 2004/2005 Senegalczyk bronił w tureckim Sakaryasporze. Rozegrał 9 spotkań, ale zespół ten spadł z tureckiej Superligi. W 2005 roku Oumar wrócił do ojczyzny i w ASC Diaraf grał do końca 2006 roku. Wtedy też zakończył piłkarską karierę.

## Kariera reprezentacyjna
W 2002 roku Diallo został powołany przez selekcjonera Bruno Metsu do kadry na Mistrzostwa Świata 2002. Tam był rezerwowym bramkarzem dla Tony'ego Sylvy i nie rozegrał żadnego spotkania. Ogółem w kadrze narodowej Senegalu rozegrał 32 mecze.